# Arroyo Mandiyú
Der Arroyo Mandiyú ist ein kleiner Flusslauf im Norden Uruguays.
Der etwa 33 Kilometer lange, im Departamento Artigas gelegene Bach entspringt in der als Cuchilla Guaviyú bezeichneten Hügelkette, zehn Kilometer östlich der Stadt Colonia Palma.
Der zunächst nach Nordwesten abfließende Fluss wird von etwa 35 kleinen Bächen und Nebenflüssen gespeist, die intensiv zur Bewässerung der hier vorherrschenden Zuckerrohrplantagen genutzt werden.
Nördlich der Stadt Colonia Palma  überquert die Nationalstraße 3 den Fluss auf dem Weg  zur Nachbarstadt Lenguazo.
Stromabwärts mündet nach drei Kilometern der Arroyo Falso Mandiyú  als bedeutendster Zufluss links ein. Der Fluss ändert nun mehrfach die Laufrichtung, wird durch einen weiteren Damm aufgestaut und mündet von links in den Río Uruguay.